# Jhow Benavídez
Jhow Benavídez (sinh ngày 26 tháng 12 năm 1995) là một cầu thủ bóng đá người Honduras. Anh đại diện Honduras ở giải bóng đá tại Thế vận hội Mùa hè 2016.

## Sự nghiệp quốc tế
Benavídez lần đầu được triệu tập vào đội tuyển Honduras thi đấu giao hữu trước Belize vào tháng 10 năm 2016.